# Sympotthastia
Sympotthastia is een muggengeslacht uit de familie van de Dansmuggen (Chironomidae).

## Soorten
- S. diastena (Sublette, 1964)
- S. fulva (Johannsen, 1921)
- S. huldeni Tuiskunen, 1986
- S. macrocera Serra-Tosio, 1973
- S. spinifera Serra-Tosio, 1969
- S. zavreli Pagast, 1947